# Libellula flavida
Libellula flavida ist eine Libellen-Art der Gattung Libellula aus der Unterfamilie Libellulinae. Ihr Verbreitungsgebiet erstreckt sich im Osten der USA von New York bis Florida und Texas.

## Merkmale

### Bau der Imago
Das Tier erreicht eine Länge von 47 bis 52 Millimetern, wobei 31 bis 36 Millimeter davon auf das Abdomen entfallen und ist damit eine Libelle mittlerer Größe. Ihr Gesicht ist hell, wird bei Männchen aber relativ rasch mit dem Alter schwarz. Der Thorax ist vorne braun mit einem cremefarbenen Streifen in der Mitte. Dieser Bereich färbt sich bei Männchen mit dem Alter aschbläulich. Die Seiten sind wiederum cremefarbig und werden jeweils von einem braunen Streifen unterteilt.
Die Hinterflügel erreichen eine Länge von 36 bis 42 Millimetern und sind im vorderen Fünftel genau wie die Vorderflügel bernsteinfarben. An den Flügelspitzen kann dies sogar ins Dunkelbraune bis Schwarze übergehen. Die Beine sind am Ansatz braun und werden nach unten hin schwarz.
Das Abdomen ist bräunlich mit einem dunklen Strich in der Mitte. Es wird mit dem Alter bläulich. Die mittleren Segmente sind stark abgeplattet.

### Bau der Larve
Die Larven besitzen zentral im Gesicht sitzende Augen und haben ein langes, sich zum Ende hin verjüngendes Abdomen. Der Rand des unpaaren Vorderteils des Labium, das sogenannte Prämentum ist glatt.